# Beieren op het Bundesvision Song Contest
Beieren is een van de zestien Duitse deelstaten die deelnemen aan de Bundesvision Song Contest.

## Overzicht
Beieren is een saaie middenmoter in de Bundesvision Song Contest. In negen jaar tijd wist de deelstaat nooit het podium te halen, maar eindigde het ook nooit op de laatste plaats. De beste Beierse prestatie kwam er in 2010, dankzij Blumentopf en diens Solala. Met 94 punten kwam hij er zes tekort om op het podium te eindigen. Zowel in 2012 als in 2013 eindigde Beieren op de veertiende plek. In 2015 werd er voor het eerst een laatste plaats bereikt. Het lied Hallo, hallo kreeg slechts twee punten en is daarmee het lied met het minst aantal punten in de geschiedenis van het festival.

## Deelnames
| Jaar | Artiest                      | Lied                              | Plaats | Punten | Taal                   |
| ---- | ---------------------------- | --------------------------------- | ------ | ------ | ---------------------- |
| 2005 | Slut                         | Why pourquoi (I think I like you) | 12     | 17     | Engels, Frans en Duits |
| 2006 | Tip Top                      | Tip top                           | 7      | 53     | Duits                  |
| 2007 | Anajo & Suzie Kerstgens      | Wenn du nur wüsstest              | 9      | 33     | Duits                  |
| 2008 | Sportfreunde Stiller         | Antinazibund                      | 10     | 32     | Duits                  |
| 2009 | Claudia Koreck               | I wui dass du woasst              | 10     | 34     | Beiers                 |
| 2010 | Blumentopf                   | Solala                            | 4      | 94     | Duits                  |
| 2011 | Andreas Bourani              | Eisberg                           | 10     | 26     | Duits                  |
| 2012 | Fiva & Das Phantom Orchester | Die Stadt gehört wieder mir       | 14     | 13     | Duits                  |
| 2013 | Charly Bravo                 | Dreckige Namen                    | 14     | 12     | Duits                  |
| 2014 | Andreas Bourani              | Auf anderen Wegen                 | 6      | 81     | Duits                  |
| 2015 | Wunderkynd                   | Hallo, hallo                      | 16     | 2      | Duits                  |

Baden-Württemberg · Beieren · Berlijn · Brandenburg · Bremen · Hamburg · Hessen · Mecklenburg-Voor-Pommeren · Nedersaksen · Noordrijn-Westfalen · Rijnland-Palts · Saarland · Saksen · Saksen-Anhalt · Sleeswijk-Holstein · Thüringen